# Оливер Твист (представа)
Оливер Твист је позоришна представа коју је режирао Владан Ђурковић према адаптацији Тијане Грумић романа „Оливер Твист” енглеског писца Чарлса Дикенса.
Премијерно приказивање било је 26. априла 2017. године у позоришту ДАДОВ.
Поставком представе у ДАДОВ-у београдска публика је након 20 година неиграња имала прилика да гледа ову представу.

## Радња
Када је Оливеру било дванаест година, послали су га да три месеца ради у фабрици. Представа приказује његово искуство и несрећан живот сиротиње у периоду индустријске револуције.

## Улоге
| Лица | Глумци                 |
| ---- | ---------------------- |
|      | Огњен Драговић         |
|      | Јанко Ковачевић        |
|      | Јана Мартинов          |
|      | Ида Урошевић           |
|      | Влада Папрић           |
|      | Илија Марковић         |
|      | Теодора Гавриловић     |
|      | Анђела Хајдук Вељковић |
|      | Ива Бајковић           |
|      | Лука Голубовић         |
|      | Ања Рац                |
|      | Анђелија Кадијевић     |
|      | Татјана Васиљевић      |
|      | Стефан Калезић         |
|      | Доситеј Калезић        |
|      | Софија Марковић        |
|      | Ема Зечевић            |
|      | Иван Николић           |
|      | Кристина Орлић         |
|      | Сара Вуксановић        |
|      | Мина Тркуља            |
|      | Јован Тирић            |
|      | Алекса Станиловић      |
|      | Немања Радијвојевић    |
|      | Огњен Палић            |
|      | Дуња Калиновић         |
|      | Милан Васиљевић        |
|      | Алекса Јовановић       |

## Галерија
- Фотографија са извођења представе
- Фотографија са извођења представе
- Фотографија са извођења представе
- Фотографија са извођења представе
- Фотографија са извођења представе
- Фотографија са извођења представе
- Фотографија са извођења представе
- Фотографија са извођења представе
- Фотографија са извођења представе
- Фотографија са извођења представе
- Фотографија са извођења представе
- Фотографија са извођења представе
- Фотографија са извођења представе
- Фотографија са извођења представе
- Фотографија са извођења представе
- Фотографија са извођења представе
- Фотографија са извођења представе
- Фотографија са извођења представе
- Фотографија са извођења представе
- Фотографија са извођења представе